# كهف كيتوم
كهف كيتوم في محمية جبل إلجون الوطنية في كينيا الذي ذاع صيته في ثمانينيات القرن العشرين بعدما أصيب اثنان من زواره الأوروبيين فيه بفيروس ماربورغ، وهو أحد خمسة كهوف عُرفت باسم “كهوف الفيلة” في جبل إلجون، والتي نحتت الحيوانات صخورها لغناها بأملاح الصوديوم.

## وصف الكهف
يتكون كهف كيتوم من صخر بركاني فتاتي يمتد إلى حوالي 200 متر (700 قدم) داخل جبل إلجون بالقرب من الحدود الكينية الأوغندية. حوائط هذا الكهف غنية بملح الطعام مما جعل الحيوانات كالفيلة تقوم بنحتها عبر القرون بحثًا عن الملح. استخدمت الفيلة أنيابها لكسر قطع من حوائط الكهف، ومن ثَمّ مضغها وابتلاعها، مما ترك خدوشًا في حوائط الكهف، وتسبب ذلك في توسّع الكهف بمرور الزمن. كما ارتادت حيوانات أخرى كظباء الشجيرات والجاموس الأفريقي والضباع الكهف لالتقاط الملح الذي خلّفته الفيلة. يتخذ العديد من الخفافيش كخفافيش الفاكهة والخفاش الصغير من الكهف مسكنًا، كما يوجد به صدع عميق عادة ما كانت تسقط فيه صغار الفيلة وتموت.

## فيروس ماربورغ
في الثمانينيات، أصيب اثنان من الزوار الأوروبيين للكهف بفيروس ماربورغ، أحدهما فرنسي سنة 1980 م، والآخر دانماركي سنة 1987 م، وقد تم تصنيف الفيروس إلى سلالتين: سلالة سنة 1980 الذي عرفت باسم الطبيب شيم موسوك الذي نجا منه بعد أن انتقلت إليه العدوى من المريض الفرنسي، وسلالة سنة 1987 التي عرفت باسم رافن، وهو لقب المريض الدانماركي. ونتيجة لتلك الحالتين، نظّم معهد جيش الولايات المتحدة لأبحاث الأمراض المعدية (USAMRIID) حملة لاستكشاف ناقلات الوباء المقيمة في الكهف. وبعد بحث واسع أجرى على الحيوانات التي تسكن الكهف، كانت النتيجة هي عدم ثبوت أثر لفيروس ماربورغ، وبقي أمر الفيروس غامضًا. تناول ريتشارد بريستون هذه الحملة في كتابه الأكثر مبيعًا المنطقة الساخنة سنة 1994 م.
في سبتمبر 2007، اكتشف حملات مماثلة كهوف أخرى في الغابون وأوغندا دلائل على أن ناقل الفيروس هو خفاش الفاكهة المصري. كانت تلك الحملات قد انطلقت بعد أن أصيب عاملي منجم بالفيروس في أغسطس 2007، رغم عدم تعرضهما للعض من قبل الخفافيش، مما رجّح انتقال الفيروس من خلال استنشاق غائط الطائر الجاف.

## وصلات خارجية
- خدمة الحياة البرية في كينيا – محمية جبل إلجون الوطنية
- The salt-mining elephants of Kenya في أرشيف الإنترنت(أرشفت في  مارس 22, 2025)
- جورج كورونيس يستكشف كهف كيتوم